# Кумария
 Тази статия е за селото в Берско.  За селото в Сярско с гръцко име Кумария, вижте Комарян.  
Кумария или Доляни (на гръцки: Κουμαριά, до 1926 година Δόλιανη, Доляни, на румънски: Doliani) е село в Република Гърция, област Централна Македония, дем Бер. Селото традиционно има влашко население.

## География
Селото е разположено високо на 700 m надморска височина в южните части на планината Каракамен (на гръцки Вермио), на 10 km западно от демовия център Бер (Верия).

## История

### В Османската империя
В XIX век Доляни е село в Берската каза на Османската империя. Селото е било българско, но е унищожено в 1822 година при потушаването на Негушкото въстание. След това е възстановено от власи скотовъдци от Епир.
В книгата си „Аромъне“, издадена в 1894 година, Вайганд определя Доляни като влашко село с 90 фамилии. „Тѣзи аромѫне сѫ дошли тука въ това столѣтие изъ Авдела и Периволи. Тѣ прѣкарватъ зимата въ равнината: една часть отива за Вериа, а друга къмъ Ниауста... Аромѫнското население изъ селата, вслѣдствие енергическото застѫпвание на ханджията Гога отъ Вериа, е въодушевено отъ националната идеа, а аромѫнетѣ отъ града се числятъ къмъ гръцката партия.“
В 1900 година според Васил Кънчов („Македония. Етнография и статистика“) в Доляни живеят 500 власи християни. Същите данни дава и секретарят на Българската екзархия Димитър Мишев („La Macédoine et sa Population Chrétienne“), според когото в 1905 година в Доляни (Doliani) има 500 власи.

### В Гърция
През Балканската война в 1912 година в селото влизат гръцки части и след Междусъюзническата в 1913 година Доляни остава в Гърция. След Първата световна война в 1922 година в селото са заселени гърци бежанци. В 1928 година Доляни е смесено местно-бежанско селище с 37 бежански семейства и 130 жители бежанци. Голяма част от влашките жители на селото го напускат. В 1926 година името на селото е сменено на Кумария.
Селото се занимава предимно със скотовъдство. Експлоатира се също така и гората и се гледат картофи.
| Име                         | Име          | Ново име     | Ново име      | Описание                                                 |
| --------------------------- | ------------ | ------------ | ------------- | -------------------------------------------------------- |
| Бей бунар                   | Μπέη Μπουνάρ | Крионери     | Κρυονέρι      | местност на З от Кумария                                 |
| Кара чаир                   | Καρά Τσαΐρ   | Мавроливадо  | Μαυρολίδαδο   | връх и местност на З от Ксироливадо                      |
| Ейбили                      | Έϊμπιλή      | Халки        | Χάλκη         | връх в Каракамен на Ю от Ксироливадо (1672,5 m)          |
| Ередил тепе или Ересил тепе | Έρεσϊλ Τεπέ  | Ересу Ипсома | Έρεσού "Υψωμα | връх в Каракамен на ЮЗ от Ксироливадо (1749,4 m)         |
| Лапаци или Лапоци           | Λαπάτσι      | Дисвату      | Δύσβατου      | връх в Каракамен на ЮЮЗ от Ксироливадо (1632 m)          |
| Гапджа                      | Γκαπτζά      | Крания       | Κρανιά        | връх в Каракамен на ЮЗ от Кумария и на СЗ от Ксироливадо |
| Тамбури                     | Ταμπούρι     | Охирон       | Όχυρόν        | връх на И над Ксироливадо (1233,6 m)                     |
| Карадере                    | Καρά         | Маврорема    | Μαυρόρρεμα    | река на Ю от Кумария, в басейна на Трипотамос (Ана дере) |

| Година    | 1913 | 1920 | 1928 | 1940 | 1951 | 1961 | 1971 | 1981 | 1991 | 2001 | 2011 | 2021 |
| --------- | ---- | ---- | ---- | ---- | ---- | ---- | ---- | ---- | ---- | ---- | ---- | ---- |
| Население | 672  | 473  | 280  | 595  | 276  | 237  | 118  | 156  | 252  | 170  | 243  | 163  |

## Личности
Родени в Кумария
- отец Белба, румънски свещеник в Доляни преди 1913 година[10]
- Георги Валавани, хайдушки войвода, харамбашия
- Георге Мурну (1868 – 1957), румънски историк и археолог
- Димитриос Дему (1920 – 1997), румънски скулптор
- Йоан Мурну (1848 – 1921), арумънски просветител и учен
- Йоанис Пацавурас (Ιωάννης Πατσαβούρας), гръцки андартски деец, четник при Василиос Ставропулос[11]
- Йонел Зяна (1912 – 2003), румънски писател

Други
- Ари Мурну (1881 – 1971), арумънски и румънски художник, по произход от Кумария
- Йон Лучиан Мурну (1910 – 1981), арумънски и румънски художник, по произход от Кумария